# 杜济 (旧市镇)
杜济（法語：Douzy，法語發音：[duzi]）是法国大東部大區阿登省的一个旧市镇，属于色当区。2015年，杜济与市镇迈里合并为新的杜济。

## 地理
杜济（49°40'17"N, 5°2'27"E）面积12.76 平方千米，位于法国大東部大區阿登省，该省份为法国北部内陆省份，西接埃纳省，南至马恩省，东临默兹省，北与比利时接壤。
与杜济接壤的市镇（或旧市镇、城区）包括：布雷维利、弗朗舍瓦勒、普吕圣雷米、勒米伊-阿伊库尔、迈里、巴泽耶、巴泽耶、吕贝库尔和拉梅库尔、穆宗。
杜济的时区为UTC+01:00、UTC+02:00（夏令时）。

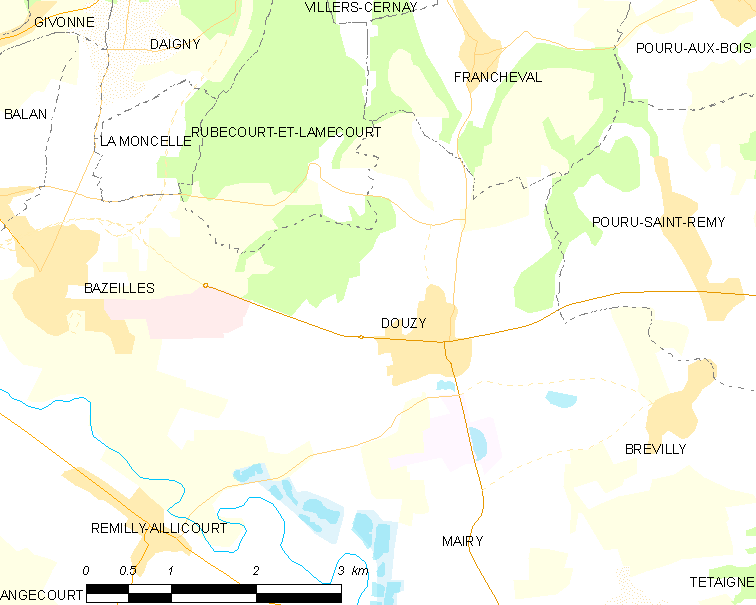
杜济的OSM定位图

## 行政
杜济的邮政编码为08140，INSEE市镇编码为08145。

## 政治
杜济所属的省级选区为卡里尼昂县。

## 人口

1962-2008年间杜济人口变化图示

杜济于2018年1月1日时的人口数量为1910人。